# Хорватия на зимних Олимпийских играх 2002
Хорватия принимала участие в Зимних Олимпийских играх 2002 года в Солт-Лейк-Сити (США) в четвёртый раз за свою историю, и завоевала одну серебряную и три золотых медали. Эти медали стали первыми за всю олимпийскую историю Хорватии. Сборную страны представляли 9 мужчин и 5 женщин. Все медали Хорватии завоевала горнолыжница Яница Костелич.

## Медалисты
| Медаль  | Спортсмен      | Вид спорта        | Дисциплина                 |
| ------- | -------------- | ----------------- | -------------------------- |
| Золото  | Яница Костелич | Горнолыжный спорт | Женщины, комбинация        |
| Золото  | Яница Костелич | Горнолыжный спорт | Женщины, слалом            |
| Золото  | Яница Костелич | Горнолыжный спорт | Женщины, гигантский слалом |
| Серебро | Яница Костелич | Горнолыжный спорт | Женщины, супергигант       |

## Результаты соревнований

### Биатлон
Мужчины
| Соревнование         | Спортсмен     | Стрельба | Время     | Место |
| -------------------- | ------------- | -------- | --------- | ----- |
| Спринт               | Жарко Галянич | 1+2      | 30:33,0   | 84    |
| Индивидуальная гонка | Жарко Галянич | 0+2+1+3  | 1:04:54.4 | 83    |

### Бобслей
Мужчины
| Соревнование | Спортсмены                                                      | 1 заезд   | 1 заезд | 2 заезд   | 2 заезд | 3 заезд   | 3 заезд | 4 заезд   | 4 заезд | Итоговый результат | Итоговое место |
| Соревнование | Спортсмены                                                      | Результат | Место   | Результат | Место   | Результат | Место   | Результат | Место   | Итоговый результат | Итоговое место |
| ------------ | --------------------------------------------------------------- | --------- | ------- | --------- | ------- | --------- | ------- | --------- | ------- | ------------------ | -------------- |
| Четвёрки     | Иван Шола Борис Ловрич Джюлиано Колудра Ники Дрпич Игор Бораска | 48,84     | 29      | 48,45     | 28      | 49,17     | 26      | 49,68     | 28      | 3:16,14            | 26             |

### Горнолыжный спорт
Мужчины
| Соревнование      | Спортсмен      | Скоростной спуск/ 1 спуск | Скоростной спуск/ 1 спуск | Слалом/ 2 спуск | Слалом/ 2 спуск | Всего   | Место |
| Соревнование      | Спортсмен      | Время                     | Место                     | Время           | Место           | Всего   | Место |
| ----------------- | -------------- | ------------------------- | ------------------------- | --------------- | --------------- | ------- | ----- |
| Гигантский слалом | Ивица Костелич | 1:13,05                   | 8                         | 1:11,87         | 13              | 2:24,92 | 9     |
| Слалом            | Ивица Костелич | 49,60                     | 4                         | DNF             | DNF             | DNF     | DNF   |

Женщины
| Соревнование      | Спортсмены     | Скоростной спуск/ 1 спуск | Скоростной спуск/ 1 спуск | Слалом/ 2 спуск | Слалом/ 2 спуск | Всего   | Место |
| Соревнование      | Спортсмены     | Время                     | Место                     | Время           | Место           | Всего   | Место |
| ----------------- | -------------- | ------------------------- | ------------------------- | --------------- | --------------- | ------- | ----- |
| Суперкомбинация   | Яница Костелич | 1:16,00                   | 3                         | 1:27,28         | 1               | 2:43,28 | 1     |
| Супергигант       | Яница Костелич | н/д                       | н/д                       | н/д             | н/д             | 1:13,64 | 2     |
| Гигантский слалом | Яница Костелич | 1:16,00                   | 1                         | 1:14,01         | 1               | 2:30,01 | 1     |
| Гигантский слалом | Ника Фляйсс    | 1:20,94                   | 43                        | 1:19,23         | 35              | 2:40,17 | 36    |
| Гигантский слалом | Ана Йелушич    | 1:21,73                   | 46                        | 1:18,82         | 34              | 2:40,55 | 37    |
| Слалом            | Яница Костелич | 52,14                     | 1                         | 53,96           | 5               | 1:46,10 | 1     |
| Слалом            | Ника Фляйсс    | 55,39                     | 19                        | 55,88           | 12              | 1:51,27 | 12    |
| Слалом            | Ана Йелушич    | 57,42                     | 32                        | 57,59           | 23              | 1:55,01 | 23    |

### Лыжные гонки
Мужчины
Дистанционные гонки
| Соревнование              | Спортсмены     | Результат | Место |
| ------------------------- | -------------- | --------- | ----- |
| 15 км классическим стилем | Денис Клобучар | 43:45,0   | 58    |
| 15 км классическим стилем | Дамир Юрчевич  | 45:49,6   | 61    |
| Скиатлон 10+10 км         | Денис Клобучар |           | 64    |
| Скиатлон 10+10 км         | Дамир Юрчевич  |           | 69    |
| 30 км свободным стилем    | Дамир Юрчевич  | 1:23:53,3 | 61    |
| 30 км свободным стилем    | Денис Клобучар | 1:25:39,0 | 64    |
| 50 км классическим стилем | Дамир Юрчевич  | 2:35:54,9 | 52    |
| 50 км классическим стилем | Денис Клобучар | 2:35:58,8 | 53    |

Спринт
| Соревнование | Спортсмен     | Квалификация | Квалификация | Четвертьфинал        | Четвертьфинал        | Четвертьфинал        | Полуфинал            | Полуфинал            | Полуфинал            | Финал                | Финал                | Итоговое место |
| Соревнование | Спортсмен     | Результат    | Место        | Заезд                | Результат            | Место                | Заезд                | Результат            | Место                | Результат            | Место                | Итоговое место |
| ------------ | ------------- | ------------ | ------------ | -------------------- | -------------------- | -------------------- | -------------------- | -------------------- | -------------------- | -------------------- | -------------------- | -------------- |
| Спринт       | Дамир Юрчевич | 3:05,90      | 47           | Завершил выступление | Завершил выступление | Завершил выступление | Завершил выступление | Завершил выступление | Завершил выступление | Завершил выступление | Завершил выступление | 47             |

Женщины
Дистанционные гонки
| Соревнование              | Спортсмен  | Результат | Место |
| ------------------------- | ---------- | --------- | ----- |
| 10 км классическим стилем | Мая Кезеле | 34:10,8   | 55    |
| Скиатлон 5+5 км           | Мая Кезеле |           | 64    |
| Масс-старт 15 км          | Мая Кезеле | 48:43,1   | 54    |

### Фигурное катание
| Соревнование              | Спортсмен   | Место |
| ------------------------- | ----------- | ----- |
| Женское одиночное катание | Идора Хегел | 19    |